# Templerkommende Halberstadt
Die Templerkommende Halberstadt war eine Niederlassung (Kommende) des Templerordens in Halberstadt (Sachsen-Anhalt). 1192 zogen die Templer (Mitglieder des Templerordens) in das später sogenannte Burchardi-Kloster vor den Toren der Stadt ein. 1208 tauschten sie mit den Zisterzienserinnen von St. Jacobi in der Stadt vor dem Breiten Tor. Der Tempelhof mit seinem beträchtlichen Zubehör wurde schließlich 1306 vom damaligen Hochmeister Friedrich von Alvensleben noch vor der Auflösung des Templerordens (1312) an vier Brüder von Freckleben verkauft, die den Templerbesitz in den folgenden Jahrzehnten in einzelnen Teilen weiter verkauften.

## Lage
Der Tempelhof bzw. ursprünglich das Jakobihospital in Halberstadt soll nach einer Urkunde von 1208 nahe dem breiten Tor innerhalb der Mauern neben der Jakobikirche gelegen haben. Friedrich Schlemm lokalisiert ihn 1846 an Stelle des Westeschen Hauses. Nach Klamer Wilhelm Frantz (1853) soll der Gottesritterhof an der Stelle des ehemaligen Martinsgymnasium gelegen haben. Sowohl das Westeschen Haus wie auch das Martinsgymnasium ließen sich bisher nicht genauer lokalisieren. Da die Lage vor dem Breiten Tor eindeutig ist, muss der Tempelhof im Breiten Weg gelegen sein, vermutlich auf der südlichen Straßenseite, da hier der Weingarten anschloss und die Templer hier Besitz hatten. Nach Klamer Wilhelm Frantz soll auch die Ritterstraße in Halberstadt ihren Namen nach den Templer bekommen haben. Karl Ludwig Zschiesche (1895) schließlich lokalisiert den Tempelhof an der Stelle Breiteweg 69–71. Seit 1895 hat sich allerdings die Zählung im Breiten Weg völlig geändert.

## Geschichte
Die Gründung der Templerkommende in Halberstadt geht auf die Initiative von Bischof Theoderich (oder Dietrich) von Halberstadt zurück. Dieser hatte zwischen 1186 und 1191 versucht, im später sogenannten Burchardi-Kloster bei der Thomaskirche vor den Toren der Stadt Halberstadt ein Praemonstratenser-Kloster einzurichten. Er erhielt auch 1192 die päpstliche Bestätigung für seine Gründung; sie scheiterte jedoch. Die Gründe für das Scheitern, hier ein Prämonstratenserkloster einzurichten, sind nicht bekannt. 1192 zogen in die bereits bestehenden Gebäude die Templer ein.
Vermutlich schon 1199 bildete sich bei der Jakobikirche und dem Jakobihospiz ein Nonnenkonvent. Sehr wahrscheinlich führte der folgende Halberstädter Bischof Konrad (1201–1209) noch in seinem Antrittsjahr 1201 in diesem Konvent die Zisterzienserkonstitution ein. Als Parteigänger von Philipp von Schwaben wurde er in die damaligen Streitigkeiten um den deutschen Königsthron hinein gezogen und von Papst Innozenz III. mit dem Kirchenbann belegt. Um sich vom Kirchenbann zu lösen, gelobte er eine Pilgerreise ins Heilige Land. Auf seiner Reise dahin traf er in Venedig auf das Heer des Vierten Kreuzzuges (1202–1204), dem er sich anschloss. Der Kreuzzug endete letztendlich nicht im Heiligen Land, sondern mit der Eroberung Konstantinopels. Bischof Konrad reiste weiter ins Heilige Land. Ob er tatsächlich bis nach Jerusalem kam, ist nicht bekannt. Er weilte aber längere Zeit in Tyrus. Bei seiner Rückkehr im August 1208 brachte er viele wertvolle Reliquien mit, meist Beutestücke aus Konstantinopel. Bischof Konrad fand, dass das vor dem Breiten Tor innerhalb der Stadt an der belebten Ost-West-Straße gelegene Jakobikloster für ein Zisterzienserinnenkloster ein unpassender Standort sei. 1208 initiierte er einen Tausch der Liegenschaften. Das Zisterzienserinnenkloster erhielt die Burchardikirche bzw. frühere Thomaskirche, die Templer die Jakobikirche und -hospital beim breiten Tor (heute Breiter Weg). Die sonstigen Besitzungen der beiden geistlichen Institutionen blieben davon unberührt. Die Nonnen nahmen quasi das Jakobus-Patrozinium mit zum neuen Standort ihres Klosters, denn später setzte sich der Name Jakobikloster auch für den neuen Standort durch.
In den Folgejahren kam es dennoch zu Streitereien zwischen den Zisterzienserinnen bzw. deren Probst und den Templern um Güter auf dem Langensteiner Felde, zu Neindorf und an dem Flüsschen Holzemme. Sie wurden dahin gehend geschlichtet, dass die Nonnen im Besitz der Güter blieben, dafür aber den Templern 20 Mark Entschädigung zahlen mussten. Der kurz danach folgende Streit soll in einem Gottesurteil geendet haben. Goswin, der Probst des Nonnenklosters, beschuldigte die Templer, sie hätten beim Verlassen ihrer bisherigen Niederlassung Hauses verschiedene kirchliche und weltliche Gegenstände widerrechtlich mitgenommen. Die Beklagten bestritten jedoch die Beschuldigung, waren jedoch bereit für ein Gottesurteil. Am 14. Juli 1214 soll der Probst glühende Eisen vom Altar des Heiligen Stephan durch das Kirchenschiff des Doms bis zum Marienaltar getragen haben. Als er dabei unverletzt blieb, sollen die Templer ihre Schuld eingestanden und die Gegenstände zurückgegeben haben. Die Urkunde gilt jedoch als Fälschung. In der Folgezeit erweiterten die Templer ihren Besitz innerhalb der Stadtmauern in Richtung Sack und Weingarten.
Nach Klamer Wilhelm Frantz sollen zur Templerkommende in Halberstadt Besitzungen in Hornburg, Ermsleben, Konradsburg, Schadeleben und Groß Quenstedt gehört haben. Während mit Hornburg sicher die Templerkommende Tempelachim gemeint ist, und in Groß Quenstedt Templerbesitz urkundlich nachgewiesen ist, bleiben der Besitz in Ermsleben, Konradsburg und Schadeleben urkundlich unbelegt. Urkundlich nicht belegt ist ferner die Angabe von Lenz, dass die Templer 1250 die Kirche in Groß Quenstedt erbaut haben sollen.
1235 schenkte Bischof Friedrich II. von Halberstadt den Zehnten in verschiedenen Dörfer an das Kloster Diesdorf. Unter den Zeugen ist auch ein frater Luderus domus militie templi. Er war sehr wahrscheinlich der Meister/Komtur des Halberstädter Tempelhofes.
1257 verkaufte Werner von Schermke zwei Hufen in Klein Quenstedt für 60 Mark Silber an den Templerorden. 1294 kaufte Komtur Johann von Cedow (?) zwei Höfe in Klein Quenstedt.
1297 verkauften die Brüder Betemann, Siegfried, Gebhard und Heinrich von Hoym eine Hufe und einen Wort in Erckstedt (Wüstung), die sie vom Grafen von Regenstein zu Lehen trugen und weiter an Johann von Kreyendorp verliehen hatten, an den Präzeptor der Templer in Niederdeutschland Bertram von Esebeck.
Anfang des 14. Jahrhunderts war der Templerorden in Deutschland in finanzielle Schwierigkeiten geraten. Am 26. April 1306 verkaufte Friedrich von Alvensleben der großen Schuldenlast wegen (cum ordo noster esset gravi onere debitorum) den Tempelhof in Halberstadt mit allem Zubehör an Rudolf Albus, Ulrich, Heinrich und Betmann, Brüder von Freckleben um die Summe von 950 Mark Stendalischen Silbers. In der Verkaufsurkunde sind unter den Urkundszeugen auch Bischof Albert/Albrecht I. von Halberstadt und die Kommendatoren der Templerkommenden in Tempelachim (Bruder Heinrich von Benstede), Oschersleben (Bruder Ulrich) und Mücheln (Bruder Thiderich) genannt. Zur Kommende in Halberstadt gehörten:
- der sog. Tempelhof in der Stadt Halberstadt, Höfe im Weingarten und im Sack in Halberstadt
- eine Hufe in der Stadtmark von Halberstadt
- zwei Hufen mit Hofstellen in Wehrstedt (Ortsteil von Halberstadt)
- eine Mühle zu Widecke mit Weidenflecken, Wiesen und Äckern. Ist im Ortsteil Wehrstadt aufgegangen. Der Mühlenhof bzw. die Mühle in der Wideck (Hauptstraße 20, 21, 43, 44) ist ein eingetragenes Kulturdenkmal von Halberstadt.
- eine Hufe, den Zehnten von fünf Hufen und eine Mühle zu Groß Quenstedt sowie ein Vorwerk in Groß Quenstedt mit acht Hofstellen, drei Weidenflecken und einer Wiese
- zwei Hufen mit einer Hofstelle zu Klein Quenstedt
- eine Hufe zu Ober Ronstedt (Wüstung, nördlich Halberstadt)
- eine Hufe zu Nieder Ronstedt (Wüstung, nördlich Halberstadt)
- zwei freie und zwei zinspflichtige Hufen nebst den Hofstellen in Wiby (Wüstung)
- zwei Hufen mit einer Hofstelle in Klein Harsleben
- eine Hufe mit Hofstelle in Erckstedt (Wüstung)
- eine Hufe mit Hofstelle in Ströbeck
- den Zehnten von zwanzig Hufen in Neindorf

1310 schenkte Ritter Conrad von Quenstedt einen Hof zu Groß Quenstedt dem großen Siechenhof, der vor den Mauern von Halberstadt lag. Darin wird erwähnt, dass dieser Hof neben dem Hof des Tempelordens (Tempelhof) lag. Obwohl der Hof der Templer in Groß Quenstedt zu dieser Zeit schon verkauft war, war der Name noch präsent.
1311 soll Graf Heinrich von Regenstein auf Geheiß des Halberstädter Bischofs Albrecht I. zwölf Tempelherren auf seine Burg Schlanstedt eingeladen haben. Nach dem Gastmahl sollen auf seinen Befehl hin seine Ritter und Knappen die Tempelherren ermordet haben. Im Volksmund soll der Ort dieser Tat auf dem späteren Amt Schlanstedt die rote Tempelherrenstube geheißen haben. Es gibt dafür keine urkundlichen Belege.
1313 versprach das Jacobi-Kloster in Halberstadt, das Anniversarium von Friedrich von Alvensleben, des letzten Präzeptors der Templer für Deutschland und Slavien, zu begehen.
Am 26. März 1323 verkauften Ulrich von Freckleben, Kantor in Naumburg und Ritter Heinrich von Freckleben eine Hufe in Unter Runstedt und den Zehnten von 4½ Hufen in Groß Quenstedt sowie fünf Zehnthühner für 30½ Mark Silber Stendalischen Gewichts an das Johanniskloster bei Halberstadt.
Am 25. August 1327 verkaufte der Domherr und Kantor Ulrich von Freckleben zu Naumburg den Zehnten von 20 Hufen in Neindorf. Dabei wird erwähnt, dass dieser Besitz ursprünglich den Templern gehört habe, und der Verkauf noch vor deren Verdammung stattgefunden habe.
Am 29. Juli 1329 verkauften Kantor und Domherr Ulrich von Freckleben in Naumburg und Ritter Heinrich von Freckleben schließlich noch die Mühle in Groß Quenstedt an das große Siechenhaus vor Halberstadt.
Am 28. Juni 1337 verkaufte Ritter Hinzo von Freckleben den Tempelhof in Halberstadt und seine Zubehörungen an den Domkämmerer Themo, den Dechanten Albert zu Unser Lieben Frauen und den Canonikus Johann von Gittelfeld am Stift Unser Lieben Frauen. Daraus rührt zunächst eine Dreiteilung des Tempelhofes in Halberstadt her. Aus den Einnahmen des Tempelhofes stiftete Themo, der später Dechant am Stift Unser Lieben Frauen wurde, das Karlsfest, zu Ehren des Kaisers Karl dem Großen, das jährlich am Todestag von Karl dem Großen (28. Januar) in der Dom- und in der Liebfrauenkirche gefeiert wurde.
Allerdings kamen sehr bald zwei Teile an das Stift Unser Lieben Frauen, sodass schon 1361 nur noch zwei Anteile vorhanden waren, die zwei Drittel des Stiftes Unser Lieben Frauen und das eine Drittel des Domkapitels. Am 26. Januar 1441 verkaufte das Stift Unser Lieben Frauen den großen Tempelhof, also die zwei Drittel des Stiftes, an Heinrich Engelbrecht und seine Frau Hann auf Erbzins. In einer Urkunde vom 5. Oktober 1467 vermittelte Bischof Gebhard von Halberstadt einen Streit zwischen Stadt und der Kirche. Darin wurde das Drittel des Domkapitels als der andere Templerhof bezeichnet. Danach verschwindet die Bezeichnung Tempelhof aus den Halberstädter Urkunden.

## Komture/Kommendatoren
- 1208 Bruno, Komtur
- 1235 Luderus, frater domus militiae templi (Komtur?)[31]
- 1294 Johannes de Cedow(?), Komtur[15]

## Gebäude
Von den Gebäuden des ehemaligen Tempelhofes haben sich oberirdisch keine Reste erhalten.

## Belege